# Berry Hill (Tennessee)
Pour les articles homonymes, voir Berry Hill et Berry (homonymie).
Berry Hill est une municipalité américaine située dans le comté de Davidson au Tennessee.
Selon le recensement de 2010, Berry Hill compte 537 habitants, ce qui en fait la plus petite ville du comté. La municipalité s'étend sur 0,91 milles carrés (2,36 km2).
Si le quartier de Melrose est construit au début du XXe siècle, l'essentiel de Berry Hill est construit après la Seconde Guerre mondiale sur la ferme d'Elmwood, appartenant à la famille Berry. Berry Hill devient une municipalité en 1950, quelques années avant la fusion du comté avec la ville de Nashville. Selon les versions, elle doit son nom aux baies sauvages qui y poussaient ou à William Berry dont la famille était propriétaire d'Elmwood.
La localité est connue pour son industrie musicale, comptant une quarantaine de studios d'enregistrement.